# Rineloricaria tropeira
Rineloricaria tropeira är en fiskart som beskrevs av Miriam S. Ghazzi 2008. Rineloricaria tropeira ingår i släktet Rineloricaria och familjen Loricariidae. Inga underarter finns listade i Catalogue of Life.